# 2월 14일
2월 14일은 그레고리력으로 45번째(윤년일 경우도 45번째) 날에 해당한다.

## 사건
- 1582년 - 교황 그레고리오 13세가 율리우스력을 개정한 그레고리력을 사용을 촉구하는 칙령을 반포.
- 1859년 - 오리건주가 미국의 주로 33번째로 가입하였다.
- 1876년 - 알렉산더 그레이엄 벨과 일라이셔 그레이가 각각 전화에 대한 특허를 등록하다.
- 1879년 - 칠레가 볼리비아의 항구 도시 안토파가스타를 침공하면서 태평양 전쟁이 발발하다.
- 1912년 - 애리조나주가 미국의 48번째 주로 가입하였다.
- 1950년 - 중소 우호 동맹 상호 원조 조약 체결.
- 1967년 - 대한민국 해병대 11중대가 북베트남군 2개 연대와 1개 게릴라 대대의 공격을 성공적으로 방어한 짜빈동 전투가 발발하다.
- 1989년 - 민간용 위성항법장치를 위한 블록II의 첫 인공 위성이 발사되다.
- 1989년 - 이란의 호메이니가 《악마의 시》의 저자 살만 루시디에게 사형을 선고하다.
- 1990년 - 우주 탐사선 보이저 1호가 태양계를 벗어나면서, "창백한 푸른 점(Pale blue dot)"이라 명명된, 가장 멀리 떨어진 위치에서 지구를 촬영한 사진을 인류에게 전송함.
- 1992년 - 제7기동군단 7군단장 전용헬기 추락 사고가 발생하다.
- 2011년 - 바레인에서 2011년 바레인 봉기가 일어나다.

## 문화
- 2010년 - 대한민국이 동아시아컵 3차전에서 일본에 3:1 역전승을 거두고 2차 도쿄대첩을 연출함.
- 2016년 - 베니건스가 한국에서 21년 만에 철수하였다.

## 탄생
- 1404년 - 이탈리아의 철학자, 건축학자 레온 바티스타 알베르티. (~1472년)
- 1652년 - 프랑스의 군인 탈라르 공작. (~1728년)
- 1763년 - 프랑스의 장군 장 빅토르 마리 모로. (~1813년)
- 1766년 - 영국의 인구통계학자 토머스 멜서스. (~1834년)
- 1895년 - 독일의 철학자 막스 호르크하이머. (~1973년)
- 1900년 - 일본의 철학가 나카이 마사카즈 (~1952년)
- 1908년 - 일본의 목사 모리야마 사토시. (~1996년)
- 1916년 - 일본의 영화감독 고바야시 마사키. (~1996년)
- 1921년 - 조선민주주의인민공화국의 정치인 류미영. (~2006년)
- 1929년 - 미국의 배우 빅 모로. (~1982년)
- 1930년 - 요르단의 군인 아사드 간마. (~2006년)
- 1934년 - 대한민국의 기업인 김석년.
- 1935년 - 대한민국의 농민운동가 조한규. (~2025년)
- 1936년 - 대한민국의 성직자 조용기. (~2021년)
- 1937년
  - 대한민국의 법조인 안우만.
  - 대한민국의 법조인 최상엽. (~2025년)
- 1938년 - 스페인의 축구 선수, 축구 감독 프란시스코 가르시아 고메스. (~2024년)
- 1941년 - 대한민국의 정치인 박정희.
- 1942년 - 미국의 기업인, 정치가 마이클 블룸버그.
- 1943년 - 대한민국의 정치인 조진형.
- 1946년 - 미국의 무용가 그레고리 하인즈. (~2003년)
- 1947년 - 대한민국의 정치인 김근태. (~2011년)
- 1952년 - 대한민국의 정치인, 민선 4·5·8기 문경시장 신현국.
- 1953년 - 오스트리아의 전 축구 선수, 현 축구 감독 한스 크랑클.
- 1954년
  - 일본의 배구 선수 아라키다 유코. (~2024년)
  - 일본의 작곡가 다나카 고헤이.
  - 우크라이나 태생의 러시아 수학자 블라디미르 드린펠트.
- 1955년
  - 대한민국의 시사평론가 겸 대학 교수이며 프리 랜서 방송인 이상로.
  - 대한민국의 전 야구 선수, 현 야구 코치 이선희.
  - 일본의 축구 선수 다구치 미쓰히사. (~2019년)
  - 미국의 영화 감독 빌리 밀리건. (~2014년)
- 1956년 - 대한민국의 성우 박인숙. (~2015년)
- 1957년
  - 대한민국의 물리학자 남창희.
  - 대한민국의 배우 장명남. (~2021년)
- 1959년
  - 미국의 소프라노 가수 르네 플레밍.
  - 대한민국의 정치인 조원진.
- 1961년 - 대한민국의 배우 김혜정.
- 1962년 - 대한민국의 영화 감독 이한열.
- 1964년
  - 대한민국의 정치인 원희룡.
  - 대한민국의 언론인 방문신.
- 1965년 - 대한민국의 가수 서진.
- 1966년 - 대한민국의 배우 도지원.
- 1967년
  - 대한민국의 국회의원, 변호사 송호창.
  - 네덜란드의 정치인 마르크 뤼터.
- 1968년 - 대한민국의 정치인 신동욱.
- 1969년 - 브라질계 일본의 가수, 배우 마르시아.
- 1970년
  - 대한민국의 법조 겸 정치가 김용남.
  - 영국의 배우 사이먼 페그.
- 1971년
  - 일본의 가수, 희극인 사카이 노리코.
  - 미국의 프로레슬링 선수 넬슨 프레지어 주니어. (~2014년)
  - 대한민국의 노동자 문송면. (~1988년)
- 1972년
  - 대한민국의 배우 이상아.
  - 대한민국의 MC 겸 희극인 이윤석.
- 1973년
  - 대한민국의 성우 윤세웅.
  - 대한민국의 배우 김성민. (~2016년)
  - 대한민국의 전 축구 선수 김현수.
- 1974년 - 이탈리아의 펜싱 선수 발렌티나 베찰리.
- 1976년 - 대한민국의 아나운서 
문소리.
- 1977년 - 대한민국의 희극인 이승윤.
- 1978년
  - 미국의 배우 다나이 구리라.
  - 리투아니아의 농구 선수 다류스 송가일라.
  - 대한민국의 배우 김수현.
- 1979년
  - 대한민국의 가수, 작곡가 유건형 (언타이틀).
  - 대한민국의 희극인 황영진.
  - 일본의 전 축구 선수 나가이 유이치로.
- 1980년
  - 우크라이나의 펜싱 선수 볼로디미르 루카셴코.
  - 일본의 전 축구 선수 요코야마 사토시.
- 1981년 - 대한민국의 가수 김환성 (NRG). (~2000년)
- 1982년
  - 슬로바키아의 아이스하키 선수 마리안 가보리크.
  - 에스토니아의 조정 선수 안드레이 얨새.
- 1983년
  - 프랑스의 축구 선수 바카리 사냐.
  - 대한민국의 배우 성훈.
- 1984년
  - 대한민국의 아나운서 엄지인.
  - 대한민국의 배우 한보람.
- 1985년
  - 대한민국의 배우 윤소이.
  - 대한민국의 가수 이해리 (다비치).
- 1986년
  - 대한민국의 축구 선수 강민수.
  - 대한민국의 레이싱 모델 출신 인터넷 방송인 임지혜. (~2023년)
  - 중화인민공화국의 축구 선수 가오린.
  - 일본의 성우 요시무라 하루카.
- 1987년
  - 우루과이의 축구 선수 에딘손 카바니.
  - 일본의 성우 타카모리 나츠미.
- 1988년
  - 미국의 가수, 댄서 아시아 니톨라노 (푸시캣 돌스)
  - 아르헨티나의 축구 선수 앙헬 디 마리아.
- 1989년 - 폴란드의 축구 선수 아담 마투슈치크.
- 1990년 - 대한민국의 성우 이세레나.
- 1991년
  - 오스트리아의 사이클 선수, 수학자 아나 키젠호퍼.
  - 리투아니아의 육상 선수 안드류스 구주스.
- 1992년
  - 대한민국의 배우 겸 모델 강다빈.
  - 대한민국의 배우 이주영.
  - 대한민국의 가수 유정 (라붐).
  - 덴마크의 축구 선수 크리스티안 에릭센.
  - 영국의 배우 프레디 하이모어.
- 1993년 - 일본의 유튜버 하지메샤쵸.
- 1994년
  - 대한민국의 프로게이머 김정훈.
  - 대한민국의 유도 선수 윤현지.
  - 대한민국의 래퍼 카이 (EXO, EXO-K).
  - 대한민국의 가수 해디.
  - 영국의 가수 베키 힐.
- 1995년 - 대한민국의 전직 스타크래프트 II 프로게이머 김승철.
- 1996년
  - 대한민국의 배우 홍경.
  - 브라질의 축구 선수 루카스 에르난데스.
  - 대한민국의 골프 선수 최나연.
- 1997년
  - 대한민국의 가수 재현 (NCT).
  - 대한민국의 바둑 기사 송혜령
  - 스위스의 축구 선수 브릴 엠볼로.
  - 대한민국의 리그 오브 레전드 프로게이머 카사.
- 1998년
  - 대한민국의 바둑 기사 박하민.
  - 대한민국의 연극배우 김혜린.
- 2000년
  - 조선민주주의인민공화국의 탁구 선수 리정식.
  - 대한민국의 가수 정훈.
- 2001년
  - 대한민국의 수영 선수 이호준.
  - 대한민국의 배우 이원정.
- 2007년 - 일본의 아이돌 카이베 아카리.
- 2008년 - 대한민국의 유튜버 이유리.

## 사망
- 269년 - 기독교의 성인 성 발렌타인. (226년~)
- 1880년 - 미국의 정치인 새뮤얼 G. 아널드. (1880년~)
- 1943년 - 독일의 수학자 다비트 힐베르트. (1862년~)
- 1968년 - 대한민국의 화가 김용진. (1878년~)
- 2002년 - 헝가리의 축구 선수, 축구 감독 히데그쿠티 난도르. (1922년~)
- 2005년 - 레바논의 총리 라피크 하리리. (1944년~)
- 2008년 - 대한민국의 대중음악작곡가 이영훈. (1960년~)
- 2012년 - 남아프리카공화국의 격투기 선수 마이크 베르나르도. (1969년~)
- 2018년
  - 대한민국의 운동 선수, 음반 제작자 이호연. (1954년~)
  - 네덜란드의 정치인, 총리 뤼트 뤼버르스. (1939년~)
  - 짐바브웨의 정치인, 총리 모건 창기라이. (1952년~)
- 2020년 - 미국의 영화배우 린 코언. (1933년~)
- 2021년
  - 아르헨티나의 제40대 대통령, 정치인 카를로스 메넴. (1930년~)
  - 스리랑카의 정치인 W. J. M. 로쿠반다라. (1941년~)
- 2022년
  - 대한민국의 행정관료 겸 기업인 유상열. (1940년~)
  - 대한민국의 법조인 김윤경. (1935년~)
- 2023년
  - 대한민국의 시인 오탁번. (1943년~)
  - 오스트리아의 작곡가 프리드리히 체르하. (1926년~)
- 2025년 - 프랑스의 영화배우 준비에브 파주. (1927년~)

## 기념일
- 발렌타인데이
- 애리조나주의 연방가입일 (휴일)
- 오리건주의 연방가입일 (휴일)

## 같이 보기
- 전날: 2월 13일 다음날: 2월 15일 - 전달: 1월 14일 다음달: 3월 14일
- 음력: 2월 14일
- 모두 보기